# トマス・ターナー (ケンタッキー州選出の下院議員)
トマス・ターナー（Thomas Turner、1821年9月10日 - 1900年9月11日）は、アメリカ合衆国の政治家。ケンタッキー州リッチモンドに生まれ、同州マウント・スターリングで没した。1877年から1881年まで、ケンタッキー州から選出されてアメリカ合衆国下院議員を務めた。

## 経歴
トマス・ターナーは、リッチモンド・アカデミーに学んだ後、1840年にダンビルのセンター・カレッジに進んだ。その後、レキシントンのトランシルバニア法律学校（Transylvania Law School：Transylvania Universityの一部）で法学の学位を取得し、1842年に法曹資格を得て、リッチモンドで弁護士として活動し始めた。1845年から1846年にかけては、検察官として働いた。米墨戦争には、兵士として従軍した。1854年11月、ターナーはマウント・スターリングに移り住み、当地で弁護士を開業した。1863年から1863年にかけて、ケンタッキー州議会下院議員となり、民主党に所属した。
1876年、ターナーは、共和党の現職ジョン・D・ホワイトを破って、ケンタッキー州第9選挙区からアメリカ合衆国下院議員に選出された。1878年に再選された後、1880年には、前任者のホワイトに敗れた。下院を去ったターナーは、政界から引退した。翌1881年からは、弁護士活動を再開した。ターナーは、マウント・スターリングで没した。